# Anna Piasecka
Anna Piasecka (ur. 13 marca 1882 w Feliksowie k. Wąbrzeźna, zm. 9 sierpnia 1980 w Toruniu) – posłanka (1920–1922) na Sejm Ustawodawczy II Rzeczypospolitej, pedagog i działaczka społeczno-oświatowa i polityczna.

## Życiorys
Była jednym z dwanaściorga dzieci Pawła Łęgowskiego (1821–1917) i Julianny z Balcerowiczów (1854–1935), właścicieli majątku ziemskiego Feliksowo, położonego na Pomorzu pomiędzy Łobdowem i Kurkocinem, obecnie w województwie kujawsko-pomorskim, w powiecie wąbrzeskim, w gminie Dębowa Łąka.  
Była nauczycielką i działaczką społeczno-oświatową i polityczną. W latach 1910–1918 pracowała w tajnej oświacie w Toruniu, propagując polską prasę i ucząc języka polskiego. W 1919 roku weszła w skład komisji oświatowej Warmińskiego Komitetu Plebiscytowego w Kwidzynie, organu prowadzącego działalność propolską przed plebiscytem w 1920 na Warmii. Wraz z grupą dwudziestu posłów wybranych na Pomorzu w wyborach uzupełniających 2 maja 1920 weszła do Sejmu Ustawodawczego, którego celem było opracowanie konstytucji II Rzeczypospolitej. Choć pochodziła z rodziny o tradycjach ziemiańskich, została wybrana do Sejmu z listy Narodowej Partii Robotniczej, utworzonej z partii działających na ziemiach dawnego zaboru pruskiego. Od końca 1920 roku należała do centrowego Polskiego Stronnictwa Ludowego „Piast” Wincentego Witosa.
Jej siostrą była działaczka społeczna Adela Łukiewska, a bratem – Tadeusz Łęgowski, komendant Inspektoratu Toruń ZWZ-AK w latach 1940–1942.
Z małżeństwa z Janem Piaseckim miała czworo dzieci: Michała, Stefanię, Bolesława i Edmunda.

## Upamiętnienie
31 stycznia 2019 w Gdańsku rondu u zbiegu ulic Chałubińskiego, Odrzańskiej, Styp-Rekowskiego i Worcella nadano imię Anny Piaseckiej.